# Vaghe stelle dell'Orsa...
Vaghe stelle dell'Orsa... è un film del 1965 diretto da Luchino Visconti.
La pellicola vinse il Leone d'oro alla 26ª Mostra internazionale d'arte cinematografica di Venezia.
Il titolo riprende l'incipit de Le ricordanze, uno dei Canti di Giacomo Leopardi.

## Trama
Sandra torna nella città natale di Volterra accompagnata dal marito Andrew per donare al Comune un parco da intitolare al padre, uno scienziato ebreo morto in un campo di concentramento. A Volterra rivede il fratello Gianni, che sta scrivendo un romanzo autobiografico dal titolo Vaghe stelle dell'Orsa, la madre, ricoverata in un centro per malattie mentali, e il patrigno Antonio Gilardini, sospettato da Sandra e dal fratello di avere denunciato il padre ai nazisti, allo scopo di liberarsene per poter continuare la relazione con la moglie.
In un incontro chiarificatore con tutta la famiglia, Gilardini accusa i due fratelli di raccontare menzogne al solo scopo di nascondere la loro relazione incestuosa. Andrew lascia Volterra e chiede a Sandra di raggiungerlo. Gianni e Sandra hanno una violenta discussione durante la quale Gianni, dopo avere distrutto il suo libro, minaccia il suicidio se verrà di nuovo abbandonato da Sandra, che invece è decisa a ritornare da Andrew, dopo la cerimonia programmata per commemorare suo padre. Di nuovo abbandonato e in preda alla disperazione, Gianni si uccide.

## Riconoscimenti
- Mostra del cinema di Venezia
  - Leone d'oro al miglior film
- Nastro d'argento
  - Migliore fotografia

## Curiosità
- Alcune scene del film sono state girate nelle sale del Palazzo Incontri-Viti a Volterra, oggi casa museo aperta alle visite turistiche.
- Nella radio di un bar si sente la più famosa canzone di Fred Bongusto Una rotonda sul mare, contemporanea al periodo di riprese.
- Durante una delle prime scene, da una radio si sente E se domani, cantato da Mina: il brano accompagna per intero tutta la scena.